# Sharofiddin Lutfullayev
Sharofiddin Lutfullayev (usbekisch-kyrillisch Шарофиддин Лутфуллаев; russisch Шарафуддин Рустамович Лутфиллаев / Scharafuddin Rustamowitsch Lutfillajew; * 9. September 1990 in der Usbekischen SSR, Sowjetunion) ist ein usbekischer Judoka. Er war 2019 Weltmeisterschaftszweiter im Extraleichtgewicht, der Gewichtsklasse bis 60 Kilogramm.

## Sportliche Karriere
Sharofiddin Lutfullayev nahm 2014 an den Asienspielen in Taschkent teil und belegte den fünften Platz. Bei den Asienmeisterschaften 2015 gewann er eine Bronzemedaille. Bei den Olympischen Spielen 2016 in Rio de Janeiro trat für Usbekistan Diyorbek Oʻrozboyev an.
2017 erreichte Lutfullayev beim Grand-Slam-Turnier in Paris das Finale, dort unterlag er dem Japaner Naohisa Takato, ein Jahr später erreichte er erneut das Finale und unterlag diesmal dem Japaner Toru Shishime. 2019 bei den Weltmeisterschaften 2019 in Tokio bezwang er im Viertelfinale Naohisa Takato und im Halbfinale den Kasachen Gusman Kyrgyzbayev. Im Finale verlor er gegen den Georgier Luchum Tschchwimiani. Bei den Olympischen Spielen in Tokio schied Lutfullayev im Achtelfinale aus.